# 甲山乡
甲山乡，是中华人民共和国吉林省辽源市东辽县下辖的一个乡镇级行政单位。

## 行政区划
甲山乡下辖以下地区：
义方村、三阳村、下湾村、甲山村、山西村、左家村、四合村、大台村、五龙村、千两村、正义村、协力村和明道村。